# Wang Junxia
Wang Junxia (王军霞) (Jiaohe, 19 januari 1973) is een voormalige Chinese middellange- en langeafstandsloopster. Ze werd olympisch kampioene, meervoudig wereldkampioene en meervoudig Chinees kampioene. Ook heeft ze het wereldrecord in handen op de 3000 m

## Biografie

### Jeugd
Wang won in 1992 op de wereldkampioenschappen voor junioren in Seoel het onderdeel 10.000 m. Zij versloeg met haar tijd van 32.29,90 de Ethiopische Gete Wami (zilver; 32.41,57) en de Keniaanse Sally Barsosio (brons; 32.41,76).

### Senioren
Nadat ze in april 1993 met 2:24.07 in Tianjin een Aziatisch record op de marathon had gelopen, behaalde Wang Junxia een gouden medaille in de finale van de 10.000 m op de wereldkampioenschappen in Stuttgart. Op de Chinese kampioenschappen verbeterde ze op 8 september het wereldrecord op de 10.000 m met 42 seconden naar 29.31,78. Een aantal dagen later verbeterde ze ook het wereldrecord op de 3000 m in de voorronde en de finale. Haar tijd in de finale was 8.06,11. Deze opmerkelijke prestaties waren volgens haar trainer het resultaat van loodzware trainingen en een dieet dat onder andere bestond uit schildpaddensoep, jujube-heesters en slakkenpaté.
In 1994 won ze op de Aziatische spelen in Hiroshima op de 10.000 m en de marathon van Peking. In 1995 werd ze in Jakarta Aziatisch kampioene op de 5000 en de 10.000 m.
Op de Olympische Spelen van 1996 in Atlanta behaalde Wang Junxia een gouden medaille op de 5000 m en finishte zij voor Pauline Konga (zilver) en Roberta Brunet (brons). Ook veroverde ze een zilveren medaille op de 10.000 m achter Fernanda Ribeiro (goud) en voor Gete Wami (brons).

### Einde sportcarrière en verdacht van doping
Daarna beëindigde ze haar topsport-carrière en trouwde in mei 1997 met Zhan Yu. In 2000 viel er een schaduw over haar prestaties, toen bekend werd dat de Chinese middellange- en langeafstandsloopsters in de jaren negentig verboden middelen gebruikt hadden. Zes atletes die getraind werden door Ma Junren, werden na bloedtesten uit de uitslagen van de Olympische Spelen van Sydney in 2000 verwijderd. Junxia Wang werd tot 1995 door Ma getraind. Ze ging bij hem weg toen bleek, dat hij atletenpremies achterhield.
In 2012 werd ze opgenomen in de IAAF Hall of Fame.

## Titels
- Wereldkampioene 5000 m - 1996
- Wereldkampioene 10.000 m - 1993
- Wereldkampioene junioren 10.000 m - 1992
- Aziatisch kampioene 5000 m - 1995
- Aziatisch kampioene 10.000 m - 1993, 1995
- Chinees kampioene 3000 m - 1993
- Chinees kampioene 5000 m - 1995, 1996
- Chinees kampioene 10.000 m - 1993, 1994, 1996
- Chinees kampioene marathon - 1993

## Persoonlijke records
| Onderdeel | Tijd                 | Datum             | Plaats  |
| --------- | -------------------- | ----------------- | ------- |
| 1500 m    | 3.51,92              | 11 september 1993 | Peking  |
| 3000 m    | 8.06,11 (WR)         | 13 september 1993 | Peking  |
| 5000 m    | 14.51,87             | 5 mei 1996        | Nanking |
| 10.000 m  | 29.31,78 (ex-WR; AR) | 8 september 1993  | Peking  |
| marathon  | 2:24.07              | 4 april 1993      | Tianjin |

## Palmares

### 5000 m
- 1995:  Aziatische kamp. - 15.25,65
- 1996:  OS - 14.59,88

### 10.000 m
- 1992:  WK U20 - 32.29,90
- 1993:  Aziatische kamp. - 34.19,32
- 1993:  WK - 30.49,30
- 1994:  Aziatische Spelen - 30.50,34
- 1995:  Aziatische kamp. - 33.58,49
- 1996:  OS - 31.02,58

### marathon
- 1993:  Wereldbeker - 2.28,16

### veldlopen
- 1992:  WK voor junioren - 13.35

## Onderscheidingen
- IAAF Hall of Fame - 2012

1996: Wang Junxia ·
2000: Gabriela Szabó ·
2004: Meseret Defar ·
2008: Tirunesh Dibaba ·
2012: Meseret Defar ·
2016: Vivian Cheruiyot ·
2020: Sifan Hassan ·
2024: Beatrice Chebet
1987 Ingrid Kristiansen ·
1991 Liz McColgan ·
1993 Wang Junxia ·
1995 Fernanda Ribeiro ·
1997 Sally Barsosio ·
1999 Gete Wami ·
2001 Derartu Tulu ·
2003 Berhane Adere ·
2005 Tirunesh Dibaba ·
2007 Tirunesh Dibaba ·
2009 Linet Masai ·
2011 Vivian Cheruiyot ·
2013 Tirunesh Dibaba ·
2015 Vivian Cheruiyot ·
2017: Almaz Ayana ·
2019 Sifan Hassan ·
2022 Letesenbet Gidey ·
2023 Gudaf Tsegay